# Valdetórtola
Valdetórtola – gmina w Hiszpanii, w prowincji Cuenca, w Kastylii-La Mancha, o powierzchni 103,21 km². W 2011 roku gmina liczyła 173 mieszkańców.